# Поперечная (приток Подрезчихи)
Попере́чная — река в России, протекает в Нагорском районе Кировской области. Устье реки находится в 26 км по левому берегу реки Подрезчиха. Длина реки составляет 11 км.
Исток реки на Северных Увалах у деревни Зуевцы (Мулинское сельское поселение) и в 40 км к северо-востоку от Нагорска. Река течёт на юг по ненаселённому лесу.

## Данные водного реестра
По данным государственного водного реестра России относится к Камскому бассейновому округу, водохозяйственный участок реки — Вятка от истока до города Киров, без реки Чепца, речной подбассейн реки — Вятка. Речной бассейн реки — Кама.
По данным геоинформационной системы водохозяйственного районирования территории РФ, подготовленной Федеральным агентством водных ресурсов:
- Код водного объекта в государственном водном реестре — 10010300212111100030375
- Код по гидрологической изученности (ГИ) — 111103037
- Код бассейна — 10.01.03.002
- Номер тома по ГИ — 11
- Выпуск по ГИ — 1